# Domaine Les Cailloux
 (décembre 2013).
Si vous disposez d'ouvrages ou d'articles de référence ou si vous connaissez des sites web de qualité traitant du thème abordé ici, merci de compléter l'article en donnant les références utiles à sa vérifiabilité et en les liant à la section « Notes et références ».
Le Domaine Les Cailloux est un domaine viticole situé à Châteauneuf-du-Pape, à environ 20 km au nord d’Avignon.

## Introduction
Il est exploité par la famille Brunel depuis le XVIIe siècle et se transmet de père en fils depuis ce temps là. Depuis 1971, c’est André Brunel (septième génération) qui préside aux destinées du Domaine.
Le Domaine possède des terres en châteauneuf-du-pape ainsi qu'en côtes-du-rhône et en vaucluse. 